# Drnovice (ort i Tjeckien, Zlín)
Drnovice är en ort i Tjeckien.   Den ligger i regionen Zlín, i den östra delen av landet, 280 km öster om huvudstaden Prag. Drnovice ligger 415 meter över havet och antalet invånare är 443.
Terrängen runt Drnovice är kuperad åt nordost, men åt sydväst är den platt.Runt Drnovice är det ganska tätbefolkat, med 83 invånare per kvadratkilometer. Närmaste större samhälle är Vsetín, 18,0 km norr om Drnovice. Omgivningarna runt Drnovice är en mosaik av jordbruksmark och naturlig växtlighet.